# NGC 5723
NGC 5723 is een elliptisch sterrenstelsel in het sterrenbeeld Ossenhoeder. Het hemelobject werd op 16 april 1855 ontdekt door de Ierse astronoom William Parsons.

## Synoniemen
- MCG 8-27-15
- ZWG 248.16
- NPM1G +46.0302
- PGC 52354